# Speodiaptomus birsteini
Speodiaptomus birsteini (лат.) — мелкое пресноводное пещерное ракообразное из подкласса веслоногих раков. Вид выделяется в монотипный род Speodiaptomus. Является единственным подземным представителем отряда каляноидов и, по-видимому, единственным настоящим подземным планктонным животным.

## Описание
Длина тела около 1 мм. Левая сторона генитального сегмента брюшка самки выпуклая, правая — вогнутая и оснащенная проксимальным выступом. У самца первый сегмент брюшка слева имеет два выроста. Членик экзоподита левой ноги пятой торакальной пары у самца направлен не внутрь, как у остальных диаптомид, а наружу. Зрение отсутствует. Плавает так же, как и другие пресноводные каланиды.

## Ареал и места обитания
Рачок S. birsteini является эндемиком подземного озера Скельской пещеры, расположенной в Крымских горах на юге Крымского полуострова. Стигобионт, обитает в узких и глубоких заполненных водой расселинах нижнего этажа пещеры.

## Охрана
Рачок S. birsteini занесен в Красную книгу Украины. Природоохранный статус вида неопределённый, его численность неизвестна. Причинами снижения численности являются массовые экскурсии в пещеру, загрязнение, мусорники, освещение, повышение температуры в пещере и другие факторы, связанные с посещением Скельской пещеры туристами. Для сохранения вида необходима защита мест его обитания.